# Lieu de mémoire du Chambon-sur-Lignon
Le lieu de mémoire au Chambon-sur-Lignon est un espace mémoriel situé au Chambon-sur-Lignon en Haute-Loire (France). Il est dédié à l’histoire des Justes et des résistances pendant la Seconde Guerre mondiale.
Le musée regroupe les traces de la désobéissance civile collective des habitants du Plateau et de leur sauvetage des juifs pendant la Seconde Guerre mondiale. Tout en mentionnant les noms des quatre-vingt dix personnes proclamées « justes » par le mémorial de Yad Vashem, en commençant par les animateurs de la communauté que furent les pasteurs Trocmé et Theis, le maire Guillon et l'instituteur Roger Darcissac. Il explique le contexte et précise bien que c'est l'ensemble du plateau, au-delà même de la commune du Chambon, qui fut impliqué dans ces actes d'héroïsme discrets.

## Historique
En 1990, Yad Vashem remet aux habitants du Chambon-sur-Lignon et des communes voisines un diplôme d'honneur pour leur action humanitaire et leur bravoure face au danger. Une stèle honore la région du Chambon au mémorial de Yad Vashem à Jérusalem.
En 2010, la commune prend la décision de rénover l’ancien foyer de ski de fond ainsi que l’extrémité inoccupée de l’école primaire pour créer un lieu à la fois de mémoire, d’histoire et d’éducation au cœur du village.
Le lieu de mémoire fut inauguré le 3 juin 2013.
Le lieu a reçu le label du patrimoine européen en  mars 2020.
Le 1er septembre 2020, la gestion du Lieu de Mémoire a été confiée au Mémorial de la Shoah par la signature d’un bail emphytéotique administratif de 40 ans.
Depuis 2013 le Lieu de Mémoire a accueilli de nombreuses expositions temporaires.
2014 : Avigdor Arikha, Images du royaume des morts. 12 juin - 12 septembre
2015 : Marc Riboud : Enfants d’ici, enfants d’ailleurs. 6 juillet au 30 août 
2016 : Destins d'enfance : Histoire de maisons d'enfants au Chambon-sur-Lignon et ailleurs (commissariat Aziza Gril-Mariotte). 8 juillet au 28 août
2017 : Juifs et protestants : parcours croisés 1517-2017 (commissariat Patrick Cabanel et Paul Salmona). 4 juillet au 30 septembre 
2018 : Écrivains et penseurs autour du Chambon-sur-Lignon (commissariat Nathalie Heinich) 5 juillet au 31 août
2019 : Gérard Garouste et l'école des Prophètes (commissariat Aziza Gril-Mariotte). 5 juillet au 29 septembre 
2020 : Les Justes et le sauvetage des juifs en Europe (commissariat Jacques Sémelin) 
2022 : Marc Chagall : d'une rive à l'autre (commissariat Jean-Louis Prat). 16 juin au 2 octobre